# Seven Days (film 1914)
Seven Days è un cortometraggio muto del 1914. Il nome del regista non viene riportato nei credit del film la cui sceneggiatura si basa su un lavoro teatrale di Avery Hopwood.

## Produzione
Il film fu prodotto dalla Biograph Company e Klaw & Erlanger

## Distribuzione
Distribuito dalla General Film Company, il film - un cortometraggio in tre bobine - uscì nelle sale cinematografiche statunitensi il 27 giugno 1914.